# Parlamentní budova v Darwinu
Parlamentní budova v Darwinu je nejmladší budovou parlamentu v Austrálii a je sídlem legislativního shromáždění Severního teritoria od roku 1994. Parlamentní budova se nachází na náměstí v centru Darwinu, které je také správním centrem Severního teritoria a vlády. Je zde také umístěna knihovna Severního teritoria. Stavba domu byla zahájena v roce 1990 a byla dokončena v roce 1994 a oficiálně otevřena generálním guvernérem Austrálie Billem Haydenem dne 18. srpna 1994. V minulosti byla legislativní rada, zřízená v roce 1948, umístěna v různých dočasných budovách kolem Darwinu. Po roce 1974 působilo legislativní shromáždění Severního teritoria na stejném místě až do roku 1990, kdy byly stavby demolovány, aby umožnily zahájení výstavby. Od roku 1990 do konce roku 1994 shromáždění dočasně zasedalo v budově Chan Building.
Dva lidé byli během výstavby zabiti, když se v březnu 1991 zhroutil jeřáb.